# Diocèse de Saint-Dié
Le diocèse de Saint-Dié est une circonscription de l'Église catholique en France. C'est un diocèse érigé en 1777 après que le duché de Lorraine est devenu français. Sa juridiction s'étend sur une partie sud de l'antique diocèse de Toul, démembré pour l'occasion; ainsi que sur plusieurs circonscriptions abbatiales quasi-épiscopales (abbayes ne relevant d'aucun diocèse, mais avec des abbés n'ayant pas tous les pouvoirs épiscopaux) à Senones, Moyenmoutier, Saint-Dié et Etival et leurs dépendances. Sa juridiction coïncide aujourd'hui avec le département des Vosges. Au 1er janvier 2000, le nombre de paroisses est amené à 57. Elles sont à partir du 1er juillet 2013 au nombre de 48 paroisses réparties en 14 communautés de paroisses. Le siège épiscopal est occupé depuis février 2025 par François Gourdon.

## Histoire
En 1552, les trois évêchés de l'espace lorrain, jusque-là rattachés au Saint-Empire romain germanique, sont « mis sous la protection du roi de France » Henri II, et deviennent un territoire annexe de la France. Les Trois-Évêchés ont alors une juridiction spirituelle qui s'étend entre-autres sur le duché de Lorraine et le duché de Bar.
À la suite de cette avancée française en terre impériale, les ducs de Lorraine, afin de s'affranchir de toute dépendance vis-à-vis de la France, promeuvent dès le concile de Trente l'idée de créer de nouveaux évêchés au sein du duché de Lorraine, et en particulier dans leur capitale Nancy. Les ducs Charles III, puis Charles IV et Léopold Ier, ne ménagèrent pas leurs efforts dans ce sens.
En 1717, le duc Léopold Ier de Lorraine souhaite profiter de ses bonnes relations avec la France (le Régent Philippe d'Orléans est son beau-frère), pour proposer diplomatiquement la création d'un évêché non à Nancy mais en la ville de Saint-Dié.
Le chapitre collégial de Saint-Dié avait en effet su gagner une certaine indépendance de son diocèse d'origine, Toul, jusqu'à se prétendre nullius dioecesis (sans diocèse). Un évêché lorrain aurait donné au duc plus d'indépendance face à la France. Il aurait fallu cependant démembrer le diocèse de Toul. Or la ville de Toul était possession du royaume de France et son évêque, nommé par le roi de France agissait en fonction des intérêts du royaume.
En dépit de l'appui de Rome, le projet lorrain se heurte à la très ferme opposition du Régent qui oblige le pape à s'incliner.
L'érection de l'évêché aboutit cependant soixante ans plus tard, en 1777, après l'intégration du duché de Lorraine au royaume de France (1766). Le symbole est fort, le roi de France crée pour la première fois un évêché dans un territoire nouvellement annexé.

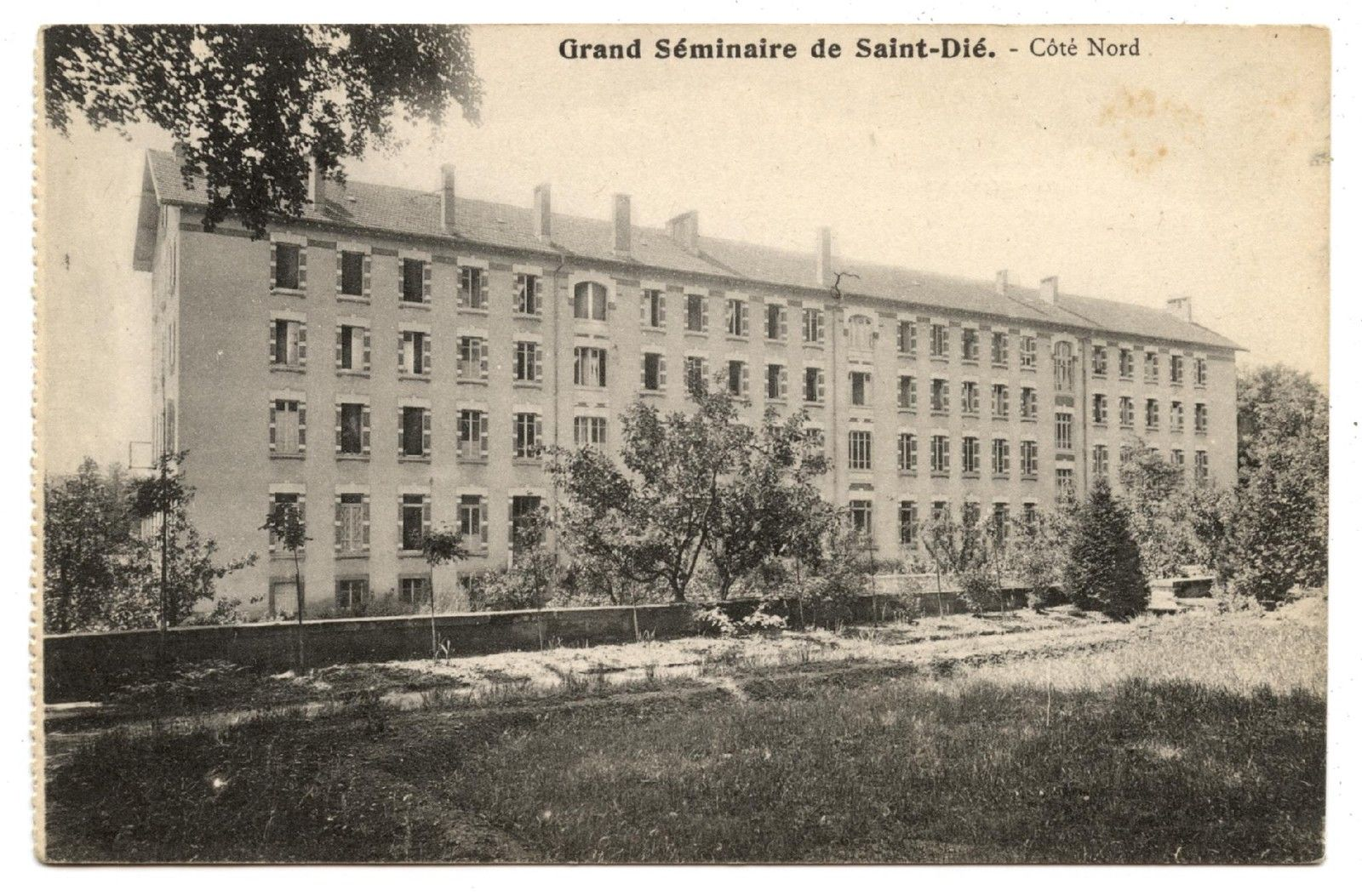
Grand séminaire de Saint-Dié confisqué en 1905.

L'évêché de Saint-Dié, également appelé "Quatrième évêché", se voit attribuer les domaines de l'ancien chapitre de Saint-Dié, augmentés de ceux de grandes abbayes vosgiennes (Étival, Senones, Moyenmoutier) ainsi que de territoires pris sur l'important diocèse de Toul ; il est alors, comme les trois autres évêchés lorrains, suffragant de Trèves (en Allemagne).
L'évêché de Saint-Dié est cependant supprimé en 1802, et réuni avec Verdun à un vaste évêché de Nancy-Toul. Les quatre évêchés lorrains sont de nouveau séparés sous la Restauration (Saint-Dié en 1823), et sont désormais suffragants de Besançon en France.

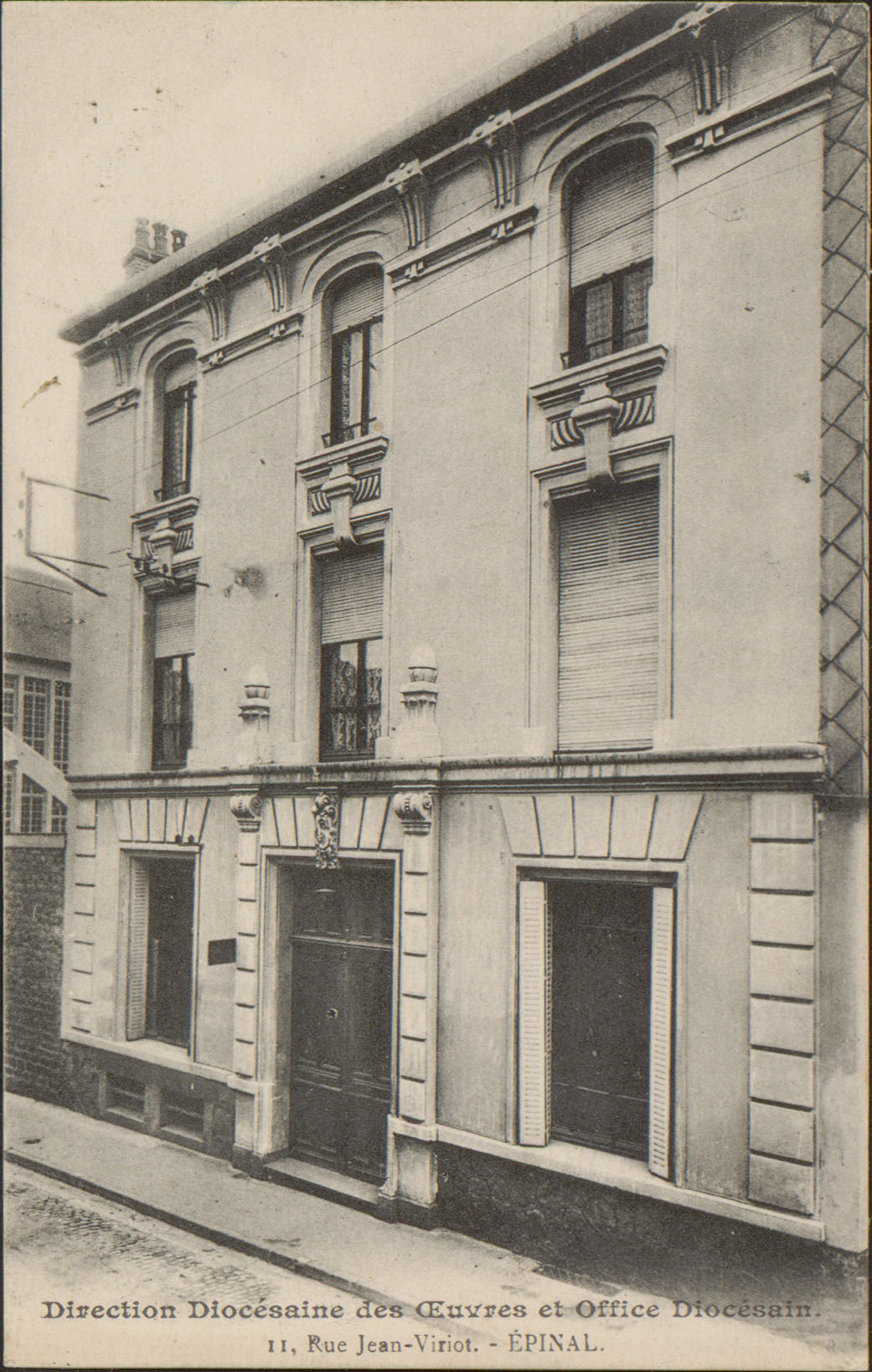
Direction diocésaine des Œuvres et Offices diocésains à Épinal.

L'administration du diocèse est actuellement à Épinal, et ce depuis la destruction de la cathédrale et du palais épiscopal de Saint-Dié en 1944 par l'armée allemande appliquant la stratégie de la terre brûlée. Le changement provisoire à Epinal ville plus centrale et chef-lieu du département des Vosges, et devenu définitif et jamais l'administration n'a réintégré Saint-Dié, le siège du diocèse reste cependant à Saint-Dié-des-Vosges, où se trouve la cathédrale.

## Organisation du diocèse
Par ordonnance du 1er septembre 2012, Jean-Paul Mathieu, évêque de Saint-Dié, a réorganisé le diocèse en  14 communautés de paroisses. Au cours de l'année 2013, quelques paroisses fusionnent à la suite de cette ordonnance.
- Saint-Dié-des-Vosges
  1. Paroisse Saint-Dié
  2. Paroisse Sainte-Marguerite
  3. Paroisse de La Trinité
  4. Paroisse Notre-Dame du-Val-de-Meurthe
- Raon-l’Etape
  1. Paroisse Saint-Luc
  2. Paroisse Sainte-Odile
  3. Paroisse Saint-Maurice-du-Rabodeau
- Epinal
  1. Paroisse Saint-Goëry
  2. Paroisse Saint-Auger
  3. Paroisse Saint-Jean-Baptiste-de-l’Avière
  4. Paroisse Saint-Brice
- Bruyères
  1. Paroisse Notre-Dame-du-Pays-de-l’Avison
  2. Paroisse Saint-Antoine-en-Vologne
  3. Paroisse Notre-Dame-de-la Corbeline
  4. Paroisse Notre-Dame-de-Corcieux
- Rambervillers
  1. Paroisse Sainte-Libaire
  2. Paroisse Notre-Dame-de-la-Mortagne
  3. Paroisse Saint-Hubert-du-Ban-de Jeanménil
  4. Paroisse Sainte-Thérèse-du-Durbion
- Xertigny
  1. Paroisse Saint-Paul-en-Vôge
  2. Paroisse Saint-Colomban-en-Vôge
- Charmes
  1. Paroisse Saint-Nicolas-du-Haut-du-Mont
  2. Paroisse Bienheureux-Jean-Martin-Moye
  3. Paroisse Saint-Laurent-des-Trois-Rivières
- Remiremont
  1. Paroisse du Saint-Mont
  2. Paroisse Notre-Dame-des-Chênes
  3. Paroisse Notre-Dame-des-Sources
  4. Paroisse Notre-Dame-de-la-Combeauté
  5. Paroisse Saint-Amé-des-Trois-Vallées
  6. Paroisse Saint-Gérard-de-la-Vallée-des-Lacs
- Le Thillot
  1. Paroisse Bienheureux-Frédéric-Ozanam
  2. Paroisse Saint-Étienne des Rupts
  3. Paroisse Notre-Dame- des-Neiges
- La Moselotte
  1. Paroisse Saint-Laurent
  2. Paroisse du Ban-de-Vagney
  3. Paroisse Sainte-Croix du Haut du Roc
  4. Paroisse Notre-Dame-des-Gouttes
- Neufchâteau
  1. Paroisse de La croisée-Saint-Nicolas
  2. Paroisse Saint-Jean-Baptiste
  3. Paroisse Saint-Pierre-et-Paul-au-seuil-de-la-Lorraine
  4. Paroisse Sainte-Jeanne-d’Arc-et-Saint-Elophe
- Vittel
  1. Paroisse Saint-Basle-de-la-Plaine
- Darney
  1. Paroisse Saint-Martin-de-la-Forêt
  2. Paroisse Bienheureux-Jean-Baptiste-Ménestrel
  3. Paroisse Notre-Dame-de-la-Saône
- Mirecourt
  1. Paroisse Saint-Pierre-Fourier
  2. Paroisse de La-Croix-de-Virine

## Statistiques
- En 1950, selon l'Annuaire pontifical, le diocèse comptait 479 prêtres pour 338 900 baptisés (99 % du total) ; en 1970, 493 prêtres pour 380 000 baptisés (97,9 %) ; en 1990, 303 prêtres pour 387 000 baptisés (97,5 %). La chute s'est gravement accélérée au XXIe siècle avec seulement 208 prêtres en 2004 (97,1 %) et brusquement en 2010, 143 prêtres pour 289 000 baptisés (75 %), dont 6 réguliers. La chute est aussi spectaculaire en ce qui concerne le nombre de religieuses 990 en 1970, 455 en l'an 2000 et 206 en 2014[6].
- En septembre 2016, le diocèse ne compte plus que 95 prêtres, dont seulement 3 de moins de 50 ans[7]. Jean-Paul Mathieu, à la tête du diocèse de 2005 à 2016, avait ainsi décidé dès 2013 de confier la charge curiale à des équipes paroissiales, comme le permet l’article 517-2 du code de droit canonique en cas de « pénurie de prêtres »[8]. En 2017, le diocèse compte 69 prêtres, tous diocésains, 29 diacres permanents, 5 religieux et 174 religieuses dans 46 paroisses[6], pour 311 400 baptisés (83% de la population totale).
- En juin 2019, le diocèse enregistre une ordination sacerdotale[9], après 16 ans sans ordination de prêtre[10], puis 2 ordinations en 2020 et 1 en 2024, plusieurs séminaristes sont actuellement en formation pour le diocèse.

## Évêques originaires du diocèse de Saint-Dié

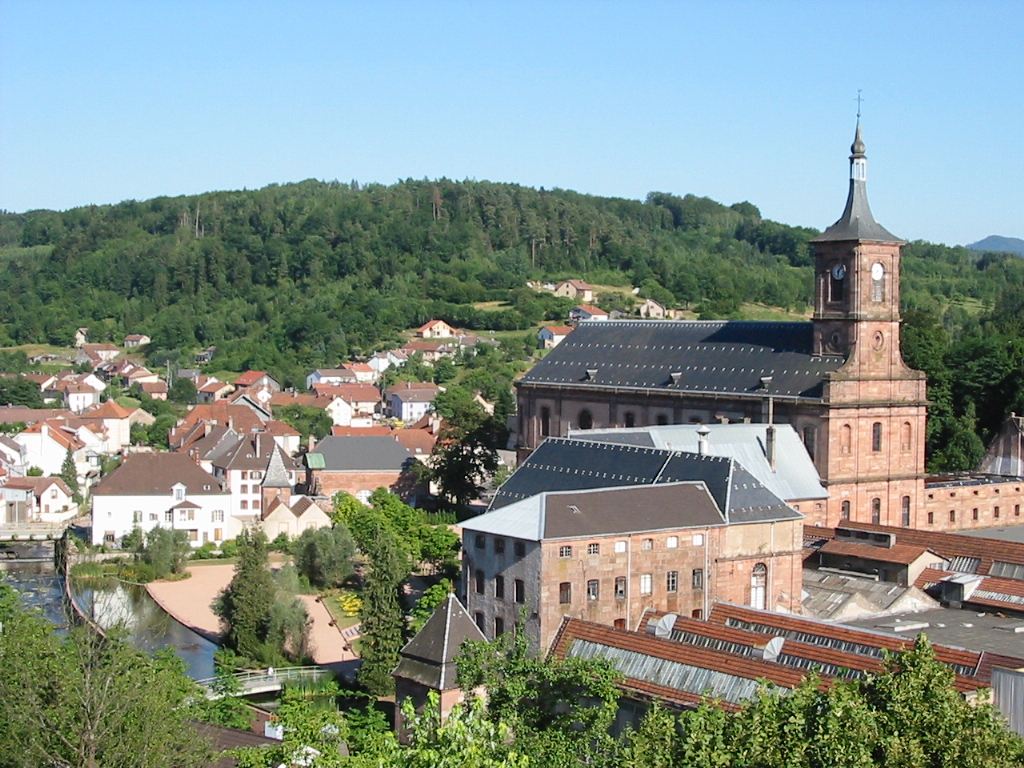
Abbaye Saint-Hydulphe de Moyenmoutier.

- Jean-Joseph Christophe de Rochesson (1803-1863), évêque de Soissons (1860-1863).
- Jean-Claude Miche de Bruyères (1805-1873), évêque titulaire de Dausara (de), vicaire apostolique du Cambodge puis de Cochinchine (1847-1873).
- Charles Théodore Colet de Gérardmer (1806-1883), évêque de Luçon (1861-1874) puis archevêque de Tours (1874-1883).
- Augustin Hacquard d'Épinal (1809-1884), évêque de Verdun (1867-1884).
- Jean-Joseph Marchal de Raon-l'Étape (1822-1892), évêque de Belley (1875-1880) puis archevêque de Bourges (1880-1892).
- Auguste Marchal de Raon-l'Étape (1824-1900), évêque titulaire de Sinope (de), évêque auxiliaire de Bourges (1888-1892).
- Jean-Amand Lamaze de Saint-Michel-sur-Meurthe (1833-1906), évêque titulaire d'Olympe (de), administrateur apostolique de l'Archipel des Navigateurs (Samoa), vicaire apostolique d'Océanie centrale (1879-1906).
- Jean-Baptiste Grosgeorge de La Voivre (1846-1902), évêque titulaire d'Oëa, vicaire apostolique du Cambodge (1896-1902).
- Marie Colomban Dreyer de Corcieux (1866 à Rosheim - 1944 à Vigny), évêque titulaire d'Orthosias-en-Phénicie (de) en 1923, puis archevêque titulaire d'Adulis (de) en 1928, vicaire apostolique de Rabat (1923-1927), du Canal de Suez (1927-1928), délégué apostolique en Indochine (1928-1936).
- Eugène Curien de Senones (1868-1947), évêque de La Rochelle (1923-1937).
- Roger Beaussart d'Épinal (1879-1952), archevêque titulaire de Mocissus (de), évêque titulaire d'Elatée (de), évêque auxiliaire de Paris (1935-1945), Doyen du Chapitre de Notre-Dame de Paris.
- André Bontems de Plombières-les-Bains (1910-1988), évêque de Saint-Jean-de-Maurienne, de Tarentaise et archevêque de Chambéry (1960-1985).
- Louis Kuehn de Saint-Dié (1922-2008), évêque de Meaux (1974-1986).
- Michel Kuehn de Saint-Dié (1923-2012), évêque de Chartres (1978-1991).
- Marcel Herriot de Moussey (1934-2017), évêque de Verdun (1987-1999) puis évêque de Soissons, Laon et Saint-Quentin (1999-2008).
- Jean-Paul Mathieu de Hadol, né en 1940. Évêque de Saint-Dié (2005-2016). Actuellement évêque émérite de Saint-Dié depuis 2016.
- Armand Maillard d'Offroicourt, né en 1943. Évêque de Laval (1996-2007) puis archevêque de Bourges (2007-2018). Actuellement archevêque émérite de Bourges depuis 2018.
- Bernard-Nicolas Aubertin d'Épinal, né en 1944. Évêque de Chartres (1998-2005). Actuellement archevêque émérite de Tours depuis 2019.
- Jean-Pierre Vuillemin de Rambervillers, né en 1967. Évêque titulaire de Thérouanne, évêque auxiliaire de Metz de 2019 à 2023 puis évêque du Mans.

## Pèlerinages du diocèse
- Sanctuaire en l'honneur de Sainte Jeanne-d'Arc à Domrémy-la-Pucelle (son village natal) près de Neufchâteau : chaque année, fête nationale de Sainte Jeanne d’Arc le 2e dimanche de mai.
- Sanctuaire en l'honneur de Saint Pierre Fourier à Mattaincourt près de Mirecourt : chaque année, pèlerinage diocésain à Saint Pierre Fourier le dimanche suivant le 29 juin.
- Sanctuaire en l'honneur de Saint Élophe : pèlerinage chaque année le lundi suivant le 16 octobre.
- Chapelle Sainte-Menne : située sur le territoire de la commune de Puzieux. Pèlerinage  chaque année le 15 mai ou le samedi le plus proche.
- Ermitage de Frère Joseph à Ventron : pèlerinage à la chapelle de l'ermitage (emplacement de la hutte primitive de frère Joseph) et à l'église paroissiale (où ses ossements ont été élevés), le dernier dimanche de juillet.
- Chapelle Notre-Dame de la Maix : pèlerinage ancien, sur le territoire de la commune de Vexaincourt, lors de la fête Dieu, procession eucharistique autour du Lac (malheureusement en désuétude).
- Ermitage Notre-Dame de Bermont : pèlerinage lié à la vénération de Notre-Dame de Bermont et à Jeanne d'Arc qui s'y rendait fréquemment. Situé sur la commune de Greux.
- Pèlerinage en l'honneur de Saint Del en l'église paroissiale de Raon-aux-Bois, chaque année le premier samedi de mars.
- Chapelle du Vieux-Saint-Amé : en l'honneur de saint Amé sur le territoire de Saint-Amé. Pèlerinage chaque année le dimanche le plus proche du 13 septembre.
- Chapelle Sainte-Claire : en l'honneur de sainte Claire, abbesse du Saint-Mont sur le territoire de Saint-Étienne-lès-Remiremont. Pèlerinage chaque année le 12 août.
- Chapelle et fontaine Sainte-Claire : en l'honneur de sainte Claire au lieu-dit Charémont sur le territoire de Frapelle. Pèlerinage chaque année autour du 12 août.
- Chapelle Notre-Dame du Bois-Banny : pèlerinage marial sur le territoire de Fontenoy-le-Château depuis le XVIe siècle. Pèlerinage le dimanche avant le 15 août.

Sanctuaires du diocèse de Nancy-Toul en lien avec le diocèse de Saint-Dié :
- Pèlerinage de Saint-Nicolas-de-Port, patron de la Lorraine. Pèlerinage chaque année le samedi le plus proche du 6 décembre.
- Sanctuaire Notre-Dame de Sion : protectrice des Lorrains. La statue de la Vierge a été couronnée sur ordre du bienheureux pape Pie IX en 1873 ; le sanctuaire est érigé en basilique par le pape Pie XI. Pèlerinage des Vosgiens début septembre.

## Saints[11]et bienheureux du diocèse

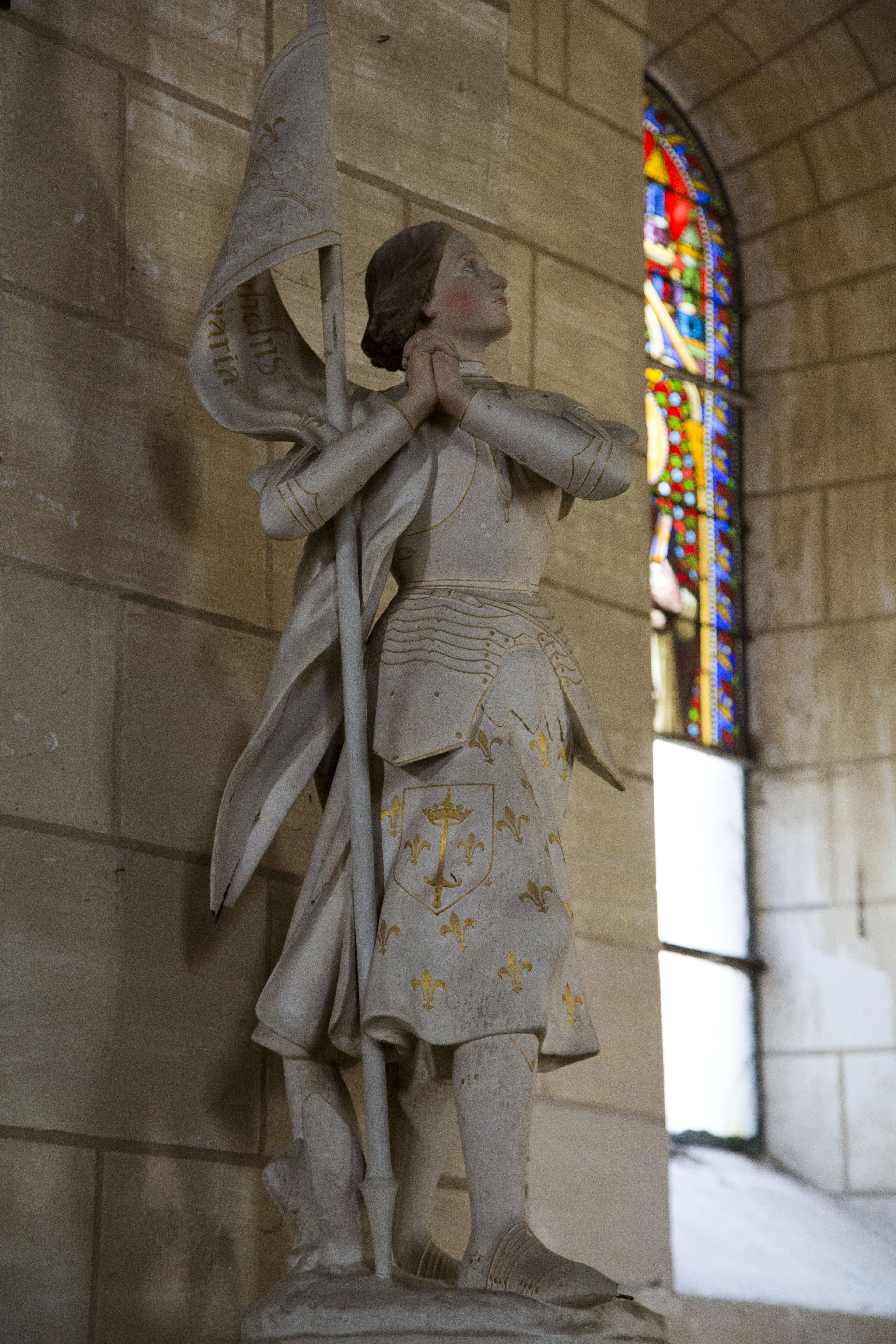
Sainte Jeanne d'Arc, née à Domrémy

- Saint Nicolas (vers 270 - 345), évêque de Myre, patron de la Lorraine, fêté le 6 décembre.
- Saint Élophe (IVe siècle), martyr décapité sous l'empereur Julien à Soulosse-sous-Saint-Élophe, fêté le 16 octobre.
- Sainte Libaire (IVe siècle), martyr sous l'empereur Julien à Grand, fêtée le 12 octobre.
- Sainte Menne (IVe siècle), martyr sous l'empereur Julien à Puzieux, fêtée le 3 octobre.
- Saint Mansuy (mort vers 375), 1er évêque de Toul, fondateur du diocèse de Toul, duquel est issu le diocèse de Saint-Dié, fêté le 4 septembre.
- Saint Epvre (mort vers 507), 7e évêque de Toul, fêté le 26 septembre.
- Saint Basle (mort vers 620), ermite et apôtre de la Plaine, fêté le 28 novembre.
- Saint Amé, saint de l'abbaye du Saint-Mont (vers 570 - 629) , 1er abbé de l'abbaye du Saint-Mont , fêté le 12 septembre.
- Saint Arnould, (vers 582-vers 640), 29e évêque de Metz, ancêtre de la dynastie carolingienne, ermite au Saint-Mont, fêté le 18 juillet.
- Saint Goëry (vers 570-647), 30e évêque de Metz, patron de la ville d'Épinal, fêté le 19 septembre.
- Sainte Mactefelde (morte en 622), 1re abbesse du Saint-Mont, fêtée le 13 mars.
- Sainte Sigeberge ou Cécile ou Claire ou Clarisse (VIIe siècle), abbesse du Saint-Mont, fêtée le 12 août.
- Sainte Gébertrude ou Gertrude (VIIe siècle), abbesse du Saint-Mont, fêtée le 7 novembre.
- Saint Del ou Desle (mort en 625), moine, vénéré dans la région de Remiremont, fêté le 18 janvier.
- Saint Romaric, saint de l'abbaye du Saint-Mont (mort en 653), 2e abbé de l'abbaye du Saint-Mont , fêté le 12 septembre.
- Saint Adelphe, saint de l'abbaye du Saint-Mont (mort vers 675), 3e abbé de l'abbaye du Saint-Mont , fêté le 12 septembre.
- Saint Gondelbert (mort vers 675), fondateur de l'abbaye de Senones, fêté le 21 février.
- Saint Bodon (vers 625-678), 17e évêque de Toul, fêté le 11 septembre, fondateur de l'abbaye d'Etival
- Saint Dié (ou saint Déodat) (mort en 679), évêque de Nevers puis ermite et fondateur d'un monastère à Saint-Dié, patron du diocèse, fêté le 19 juin.
- Saint Hydulphe (vers 612-707), fondateur de l'abbaye de Moyenmoutier, fêté le 12 juillet.
- Sainte Sabine (morte en 917), sainte de l'abbaye du Saint-Mont, fêtée le 29 août.
- Saint Gauzelin (mort en 962), 32e évêque de Toul, fêté le 7 septembre.
- Saint Gérard (vers 930-994), 33e évêque de Toul, fêté le 23 avril.
- Saint Léon IX (1002-1054), chanoine de Saint-Dié puis 39e évêque de Toul, il devient pape, fêté le 19 avril.
- Sainte Jehanne d'Arc (1412-1431), vierge et patronne secondaire du diocèse et de la France, fêtée le 30 mai.
- Pierre Fourier (1565-1640), curé-religieux de Mattaincourt, enseignant, résistant et patriote lorrain, patron des prêtres du diocèse.
- Bienheureuse Alix le Clerc (1576-1622), fondatrice des Chanoinesses de Saint-Augustin de la Congrégation Notre-Dame, fêtée le 9 janvier.
- Bienheureux Jean-Martin Moyë (1730-1793), missionnaire, fondateur de la congrégation des Sœurs de la Providence, fêté le 4 mai.
- Bienheureux Jean-François Burté (1740-1792), franciscain, cordelier, décapité pendant la Révolution française lors des massacres de Septembre, fêté le 2 septembre.
- Bienheureux Claude Richard (1741-1794), prêtre et martyr des pontons de Rochefort sur le Deux-Associés, pendant la Révolution française, fêté le 18 août.
- Bienheureux Jean-Baptiste Ménestrel (1748-1794), prêtre et martyr des pontons de Rochefort sur le Washington, pendant la Révolution française, fêté le 18 août.
- Vénérable frère Joseph (1724-1794), ermite de Ventron.
- Bienheureux René Dubroux (1914-1959), prêtre du diocèse de Saint-Dié, des Missions étrangères de Paris, martyr du Laos. Le 5 juin 2015, le pape François a approuvé la « déclaration de martyre de ce serviteur de Dieu ». Sa béatification a été proclamée le 11 décembre 2016.

## Prêtres et religieux célèbres liés au diocèse
- Vautrin Lud (1448-1527), chanoine de Saint-Dié, fondateur du Gymnase vosgien, rédacteur de la Cosmographiae introductio considéré comme l'acte de baptême de l'Amérique.
- Dom Augustin Calmet (1672-1757), moine bénédictin à Senones, érudit et historien de la Lorraine.
- Dom Joseph Fréchard (1765-1849), né à La Petite-Raon, fondateur de l'Institut des Frères de la Doctrine Chrétienne de Nancy.
- Lucien Boullangier (1803-1873), né et mort à Fontenoy-le-Château, fondateur de plusieurs œuvres et impulseur de la restauration de la basilique Saint-Maurice d'Épinal.
- Jean Joseph Bégel (1817-1884), né à Uriménil, fondateur de la congrégation des sœurs de la Sainte Humilité établie aux États-Unis.
- Dom Joseph Pothier (1835-1923), né à Bouzemont, bénédictin à l'abbaye de Solesmes, abbé de celle de Saint Wandrille et prélat de la curie pontificale, musicologue et restaurateur du chant grégorien.
- Père Michel-Alexandre Petitnicolas (1828-1866), né à Coinches, missionnaire des Missions étrangères de Paris, martyr en Corée.
- Constant Olivier (1862-1919), prêtre, professeur et historien, auteur, entre autres de État de l'Église et du clergé vosgien pendant la Révolution en 6 volumes.
- Jean Rodhain (1900-1977), né à Remiremont, fondateur du Secours catholique.
- Les prêtres historiens du diocèse de Saint-Dié (1860-1920)[12].

## Congrégations religieuses et sociétés de vie apostoliques présentes dans le diocèse
- Sœurs Bernadette (O.S.B.) de Thaon : congrégation diocésaine fondée à Thaon-les-Vosges par le Chanoine Émile Bogard pour l'éducation des jeunes filles.
- Sœurs de la doctrine chrétienne de Nancy : congrégation romaine fondée en 1716 par Jean-Baptiste Vatelot pour l'éducation des filles. La maison-mère est à Nancy. Communauté à Gérardmer.
- Sœurs Dominicaines Missionnaires des Campagnes : congrégation fondée en 1932 par Bernadette Beauté pour la rencontre des pauvres et l'annonce de l’Évangile. La maison-mère est à Luzarches (Val d'Oise). Communauté à Neufchâteau-Rouceux.
- Sœurs dominicaines du Saint-Esprit de Pontcalec : Société de vie apostolique de droit pontifical (1990) fondée en 1943 par le chanoine Berto pour l'éducation des jeunes. La maison-mère est à Pontcalec (Plouay dans le Morbihan). Communauté à La Baffe (Institution Saint-Dominique).
- Chanoinesses de Saint-Augustin de la Congrégation Notre-Dame : congrégation romaine fondée en 1597 par Saint Pierre Fourier et la bienheureuse Alix Le Clerc pour l'éducation des filles. La maison générale est à Fontenay-sous-Bois.
- Sœurs du Pauvre Enfant Jésus : congrégation diocésaine fondée en 1857 par Justine de Bonnay pour le service des pauvres. La maison-mère est à Charmois-l'Orgueilleux. Communautés à Charmois-l'Orgueilleux (maison de retraite Saint-Jean) et à Saint-Genest (maison de retraite Saint-Genest).
- Sœurs de la Providence de Peltre (Saint-André) : congrégation romaine fondée en 1806 par l'abbé Antoine Gapp pour le service des enfants, des jeunes et des malades. La maison-mère est à Peltre (Moselle). Communautés à Bruyères et au Val d'Ajol.
- Sœurs de la Providence de Portieux : congrégation romaine fondée par le bienheureux Jean-Martin Moyë. La maison généralice est à Paris. Communautés à Portieux maison provinciale, centre de formation missionnaire et maison de retraite Saint-Jean), Épinal, Essegney (maison de retraite Jean-Martin Moyë), Neufchâteau, Rochesson, Saint-Dié-des-Vosges, Senones, Thaon-les-Vosges.
- Sœurs de la Charité de Saint-Charles de Nancy ou Borroméennes ou Sœurs de la Miséricorde de Saint Charles Borromée : congrégation romaine ayant pour origine une "maison de charité" dite maison Saint-Charles, fondée à Nancy en 1652 par Joseph Chauvenel et par sœur Barbe Godefroy pour soigner les pauvres malades et abandonnés. Érigée en congrégation en 1679, les sœurs font vœu de charité et deviendront par la vox populi "Sœurs de Saint Charles". La maison-mère est à Nancy. Communauté à Remiremont.
- Sœurs hospitalières du Saint-Esprit de Rouceux : congrégation diocésaine érigée à Neufchâteau dans la succession de l'Ordre du Saint-Esprit fondé en 1172 par Gui de Lusignan, pour révéler la miséricorde et la tendresse de Dieu aux plus pauvres. La maison-mère est à Rouceux. Communautés à Neufchâteau et à Ville-sur-Illon (maison de retraite Saint-Joseph).
- Sœurs du Très Saint Sauveur ou Sœurs de Niederbronn : congrégation de droit pontifical fondée en 1849 par Mère Alphonse Marie Eppinger. La maison-mère est à Oberbronn. Communautés à Saint-Dié-des-Vosges et à Thaon-les-Vosges.
- Société de Marie (Marianistes) : congrégation religieuse catholique masculine fondée en 1817 à Bordeaux par entre autres Guillaume-Joseph Chaminade. Cette congrégation a pour but l'enseignement de la foi. Communauté à Saint-Dié-des-Vosges (Institution Sainte-Marie).

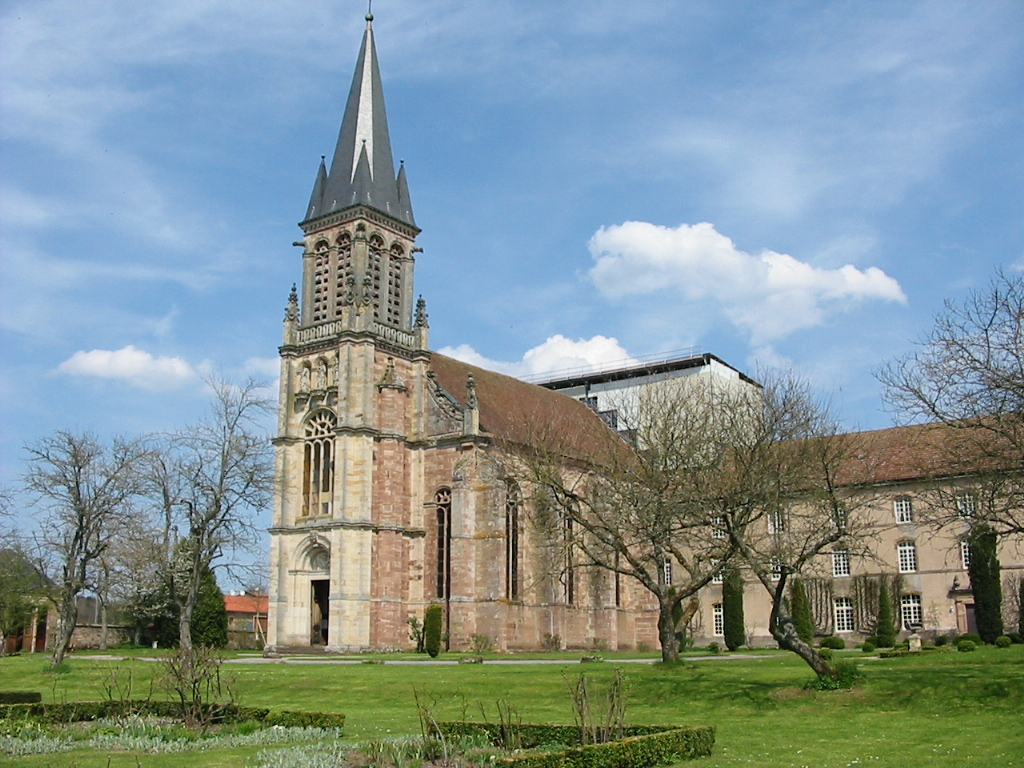
L'abbaye Notre-Dame d'Autrey occupée par la communauté des Béatitudes.

- Communauté des Béatitudes : communauté fondée en 1973, située dans la mouvance du renouveau charismatique. Communauté à l'abbaye Notre-Dame d'Autrey. En 1982, la communauté des Béatitudes répond à l’appel de l'évêque de Saint-Dié et vient occuper l'abbaye Notre-Dame d'Autrey. Elle ouvre en 1988 l'école du Cours Agnès de Langeac qui accueille des jeunes garçons désireux de discerner une éventuelle vocation sacerdotale ou religieuse. L'école est fermée en 2007. En janvier 2023, le quotidien La Croix publie un reportage sur des abus sexuels allégués au sein de l'école. Dix anciens élèves auraient été victimes d'agressions de la part des pères Dominique Savio et Henri Suso [N 1], prêtres de l’internat. Plusieurs victimes alléguées se sont suicidées [13], [14], [15].

- Fraternité sacerdotale Saint-Pierre: société de vie apostolique catholique traditionaliste de prêtres et de séminaristes en communion avec le Saint-Siège. Elle a été fondée en 1988. Prêtres présents à Épinal (église et presbytère Saint-Laurent), ils assurent l'aumônerie de l'Institution Saint-Dominique de La Baffe et du Collège Bienheureux Frassati à Mandres-sur-Vair.

## Cathédrale et basiliques du diocèse

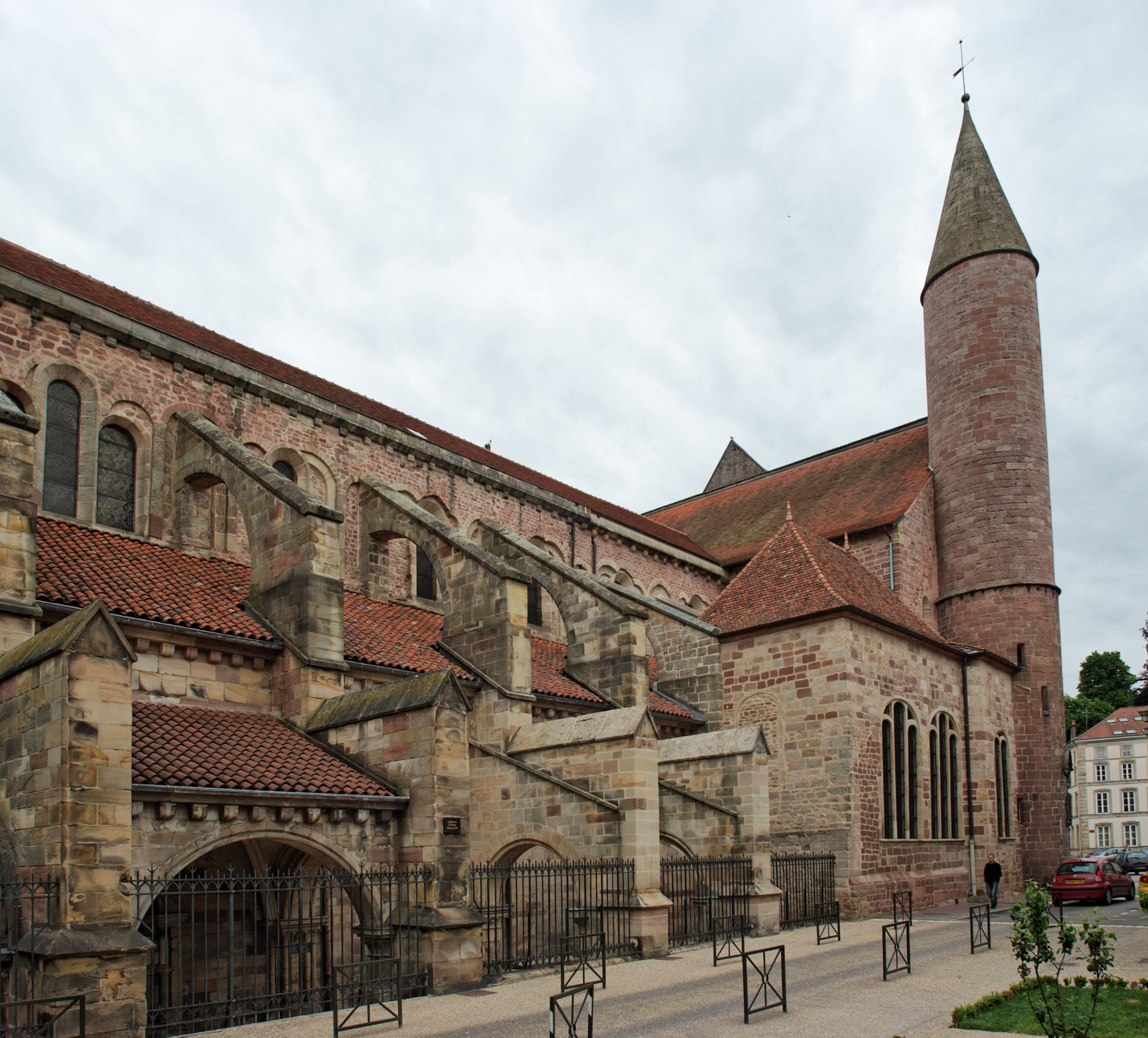
Basilique Saint-Maurice d'Épinal.

- Cathédrale Saint-Dié de Saint-Dié-des-Vosges (XIIe – XVIIIe siècles, dynamitée en 1944 et reconstruite après la Seconde Guerre mondiale), dédiée à saint Dié, saint patron du diocèse.
- Basilique Saint-Maurice d'Épinal (XIe – XIIIe siècles), consacrée par le pape lorrain saint Léon IX
- Basilique Saint-Pierre-Fourier de Mattaincourt (XIXe siècle)
- Basilique du Bois-Chenu à Domrémy-la-Pucelle (XXe siècle).

## Institutions associées ou annexes
- Évêché : initialement installé à Saint-Dié-des-Vosges, il est transféré en 1953 à Épinal. La résidence épiscopale est située 7 rue de la Préfecture.
- La Maison diocésaine propose des services et héberge les mouvements diocésains au 29, rue François-de-Neufchâteau à Épinal.
- La bibliothèque diocésaine de Saint-Dié, spécialisée en sciences religieuses, dispose de deux antennes : l'une à Saint-Dié-des-Vosges et l'autre à Épinal.
- Le grand séminaire, initialement installé à Saint-Dié-des-Vosges, est actuellement celui d'Issy-les-Moulineaux.